# Antec
Антек (Antec, Inc.) — американський виробник комп'ютерних компонентів і аксесуарів. Antec займається виробництвом комп'ютерних корпусів, блоків живлення. Antec також пропонує продукти PC охолодження і аксесуари для ноутбуків. Заснована в 1986 році, компанія зі штаб-квартирою в місті Фрімонт, штат Каліфорнія, США, з додатковими офісами в Роттердамі, Нідерланди. Продукція Antec продається в більш ніж 40 країн світу.
Фактичне виробництво продукції Antec було передане в Китай і Тайвань.

## Продукція

### Корпуси
- Open Air: LanBoy Air, Skeleton, Mini Skeleton-90
- Performance One: P193, P183, P182, P180, Mini P180, Mini P180 White, P280
- Sonata Family: Sonata IV, Sonata Elite, SOLO, Sonata III 500, Sonata Plus 550, Sonata Designer 500, Solo II
- Gamer Cases: One Hundred, Two Hundred, Three Hundred, Six Hundred, Nine Hundred, Nine Hundred Two, Eleven Hundred, Twelve Hundred, Dark Fleet, LanBoy
- ISK Series: ISK 100, ISK 300-65, ISK 300-150, ISK 310-150
- New Solution Series: Minuet 350, NSK1380, NSK1480, NSK2480, NSK3480, NSK4480, NSK4480 II, NSK4480B, NSK4480B II, NSK4482, NSK4482B, NSK6580, NSK6580B, VSK-2000
- Enterprise Server Chassis: Titan 650, Atlas 550
- Rackmounts: 2U22EPS460, 2U26EPS600, 2U22EPS600, 3U26EPS600, 2U20ATX400XR-2, 2U20ATX550XR, 2U26ATX400XR-2, 2U26ATX550XR, 3U25ATX450XR-2, 3U25EPS550XR-2, 3U25EPS650XR, 4U22ATX450-2, 4U22EPS550-2, 4U22EPS650, Take 3 + 650, Take 4 + 650
- HDD Enclosures: MX-1, MX-25, MX-100